# Vellarróns

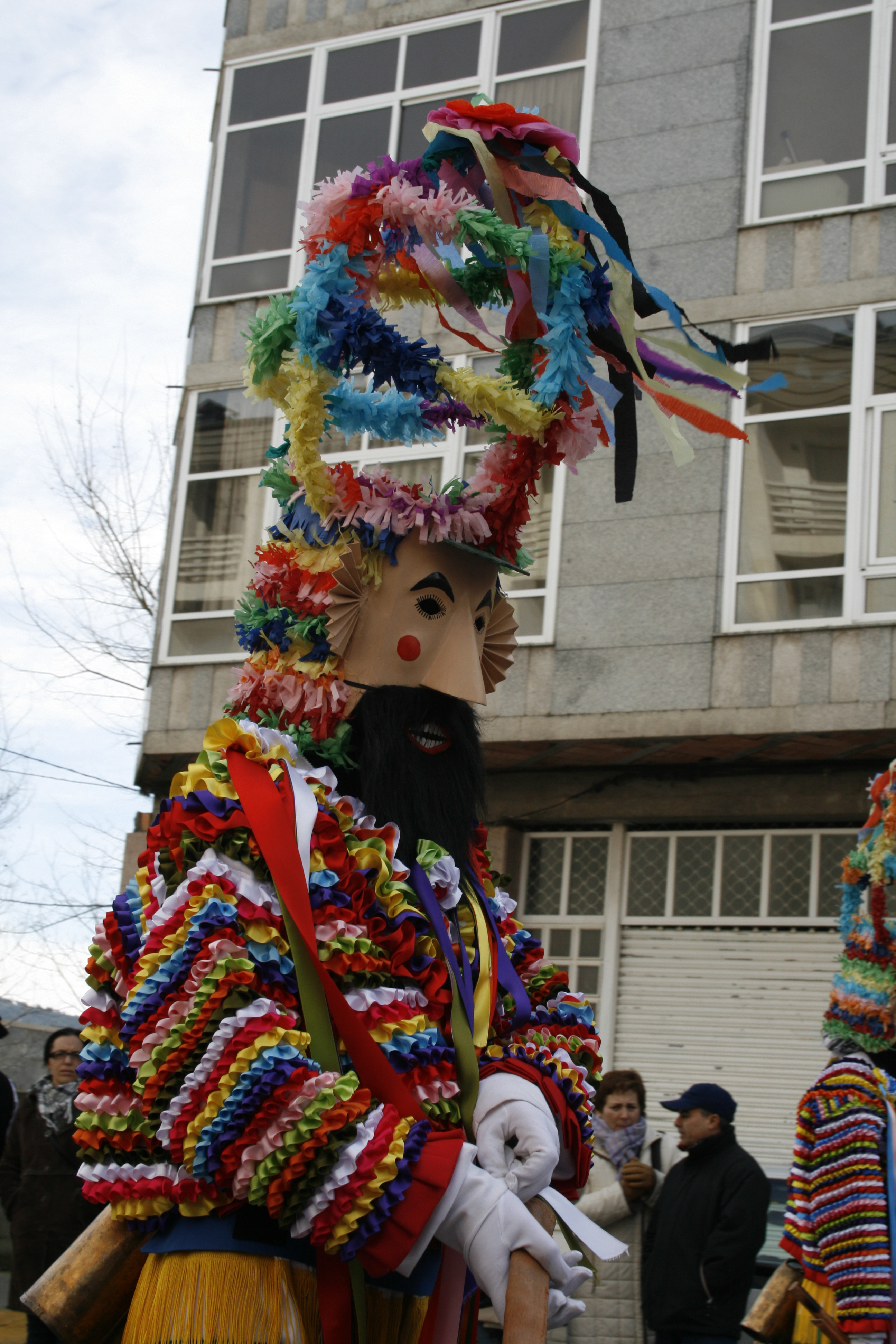
El "vellarrón", la máscara tradicional del carnaval de Castrelo de Cima.

Vellarróns son un disfraz y máscara de carnaval típica del pueblo de Castrelo de Cima en el municipio de Riós (Orense).
Según cuenta Xosé R. Cruz, investigado de tradiciones y costumbres del Sureste orensano, en su trabajo "Trazos sobre a vestimenta tradicional no surleste ourensán" (Ed. Deputación de Ourense, 2004), existió en Castrelo de Cima desde tiempo inmemorial una máscara llamada "vellarrón". De su confección se encargaban hombres y mujeres.
Estas máscaras salían en grupo por el pueblo de Castrelo de Cima y las aldeas vecinas a pedir dinero o viandas con las que hacer un festín para el grupo carnavalesco. Acompañando a los vellarróns iban otros personajes como la Madama, mujer adornada con ropas elegantes y el Farrangón, hombre disfrazado con ropas viejas y con la cara tapada, que era el encargado de recoger los aguinaldos que les daban los vecinos. En ocasiones concretas las máscaras eran acompañadas de perros disfrazados.
El vellarrón, al mismo tiempo que hacía sonar las esquilas que llevaba a la cintura esgrimía un palo semejante a un mayal, y lo utilizaba para azotar a cuantos encontraba por las calles a su paso. La gente le decía: "¡Vello, vello, vellarrón, mete os cartos no bolsón!" para que guardara el dinero que algunos vecinos le daban.
En el pueblo de A Veiga do Seixo existía también una máscara muy parecida a la de Castrelo de Cima, con la diferencia de que el traje estaba adornado con papeles de colores en lugar de tiras de tela.
Este traje típico de carnaval desapareció hace 30 años, pero en los carnavales de Verín de 2007 fueron restaurados para que acompañaran a los desfiles regionales de la comarca.
- Datos: Q9092822